# Melambrotus simia
Melambrotus simia is een insect uit de familie van de vlinderhaften (Ascalaphidae), die tot de orde netvleugeligen (Neuroptera) behoort. 
Melambrotus simia is voor het eerst wetenschappelijk beschreven door McLachlan in 1871.